# Цвикел бира
Цвикел бира (на немски: Zwickelbier) е традиционна немска бира, разновидност на германския бирен стил келер бира, която произхожда от района на Франкония, Северна Бавария, където все още е любима напитка в местните бирарии.

## История и характеристика
Името на тази бира идва от немската дума „Zwickel“ – „клин или кран за вземане на проби“, който се монтира на външната страна на бъчвата или съда в който отлежава бирата, за вземане на проби за проследяване процеса на ферментацията на пивото.
По същество zwickelbier е разновидност на kellerbier, но се отличава с по-слабо алкохолно съдържание – обикновено под 5 об.% и с по-слабо изразен хмелен аромат. Цвикел бирата също е продукт на малките занаятчийски и домашни пивоварни на Франкония. Рядко се изнася в други германски провинции и държави.
Цвикел бирата също е нефилтрирана и непастьоризирана както и келер бирата, но поради различия в технологията на отлежаване е по-газирана и образува пяна при изливане в чаша. Докато келер бирата отлежава по няколко месеца, цвикел бирата се сервира веднага след приключване на ферментацията. Цвикел бирата се прави с по-малко хмел (киселините в хмела служат като консервант) и поради това има по-кратък срок на годност, което е основната причина, поради която не се доставя до отдалечени пазари.

## Търговски марки
По известни търговски марки в този стил са: Göller Zwickel, Gänstaller-Bräu (Drei Kronen) Zwickelbier, Kanone Zwickl, Maxlrainer Zwickl Max.